# Перевязка
Перевязка или перегузна (лат. Vormela peregusna) — вид млекопитающих из семейства куньих (Mustelidae), образующее отдельный род. Обитает в Восточной Европе, Передней и Центральной Азии.

## Этимология
Латинское наименование рода восходит из нем. Würmlein — «маленький червяк». Второе русское название животного и латинское название непосредственно вида, перегузна, является заимствованием из украинского, укр. перегузня, этимология украинской лексемы доподлинно не ясна, однако возможна связь со словом «гузно». Происхождение названия «перевязка» также неизвестно, однако оно употребляется, в частности, в южнорусских донских говорах, чей ареал частично пересекается с ареалом распространения животного.

## Описание

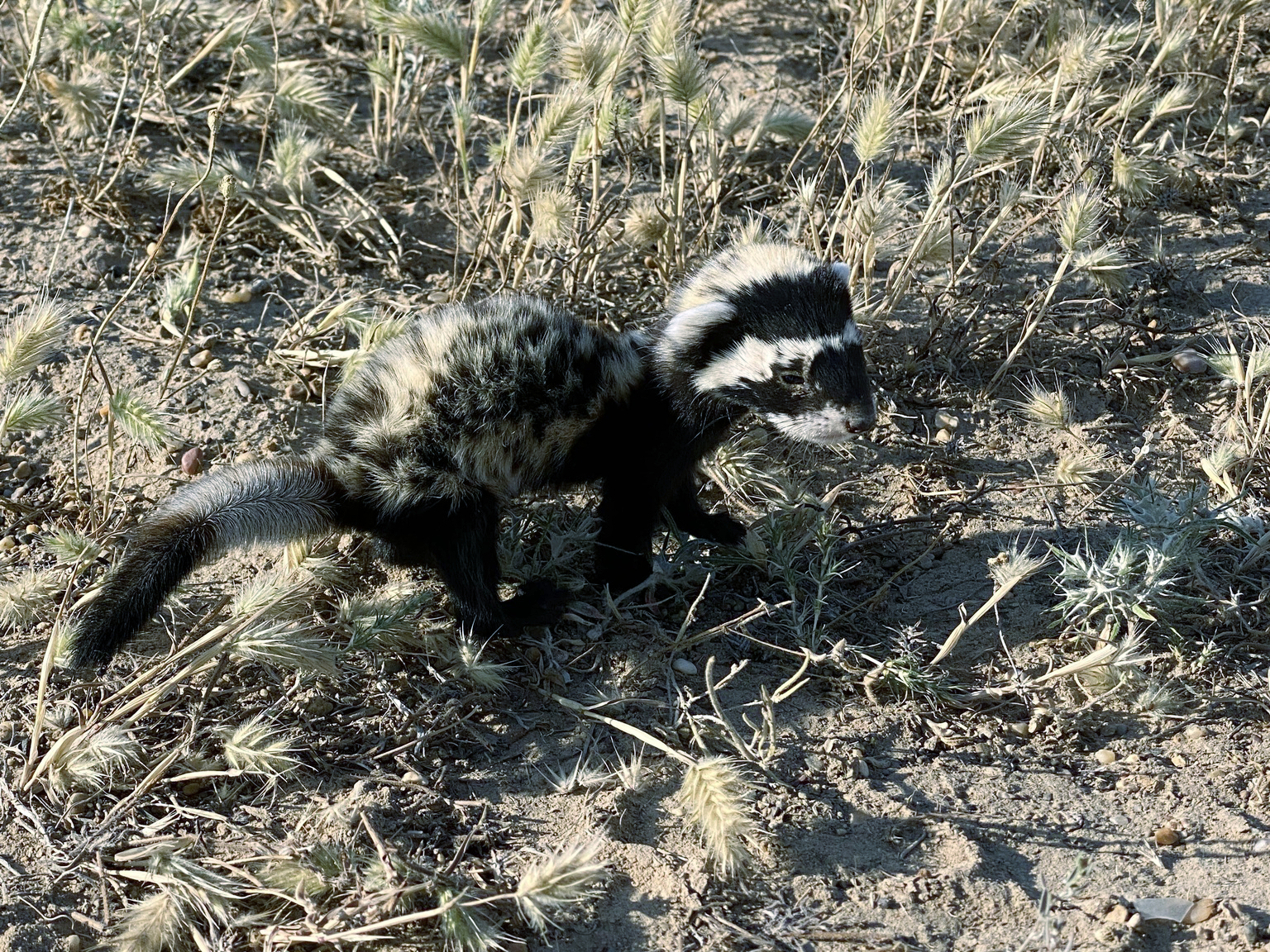
Перевязка в Сузакском районе Туркестанской области, Казахстан

По внешнему виду перевязка напоминает лесного и степного хорька, но имеет меньший размер: длину тела от 29 до 38 см и длину хвоста от 15 до 22 см. Вес взрослых перевязок составляет от 370 до 730 г. В отличие от многих родственных перевязкам видов, самцы и самки у этих зверей одинаковой величины. Телосложение перевязок с вытянутым узким туловищем и короткими лапками соответствует обычному телосложению многих куньих. Морда относительно притупленная. Волосяной покров довольно гладкий и короткий
Характерной чертой перевязки является её пёстрый окрас. Верхняя часть тела (спина и бока) окрашена в жёлтый цвет и покрыта коричневыми и рыжими пятнами и полосками, над лопатками — большие пятна. Нижняя часть тела чёрного цвета. Примечательна окраска мордочки: она чёрно-белая, причём в белый цвет окрашены участки вокруг рта и широкая полоска, тянущаяся от ушей к глазам, в то время как всё остальное чёрное или тёмно-коричневое. Уши перевязок необыкновенно большие и благодаря белой окраске хорошо заметные. Хвост длинный и пушистый с чёрной кисточкой, середина хвоста — светлая. Окраска отличается значительной индивидуальной изменчивостью, а также в зависимости от подвида. Однако полового диморфизма в окраске не наблюдается.
Череп сравнительно мелкий, однако внешне довольно похож на череп хорька, будучи сравнительно коротким и широким. Бакулюм самцов в длину достигает 36,9—39,2 мм.

## Распространение
Перевязки распространены в Восточной Европе и в Азии. Их ареал тянется от Балканского полуострова и Передней Азии (за исключением Аравийского полуострова) через юг России и Центральную Азию до северо-запада Китая и Монголии. Перевязки населяют сухие территории, где нет деревьев, такие как степи, и отчасти полупустыни и пустыни. Иногда встречаются и на поросших травами предгорных плато. Изредка эти звери наблюдались и в горах, где их распространение доказано до высоты 3000 м (по другим данным — до 2100 м); а также на окраинам лесных массивов (например, Усманского бора в Воронежской области). В наше время многие перевязки живут в парках, виноградниках, бахчах, огородах и даже среди людских поселений.

## Подвиды

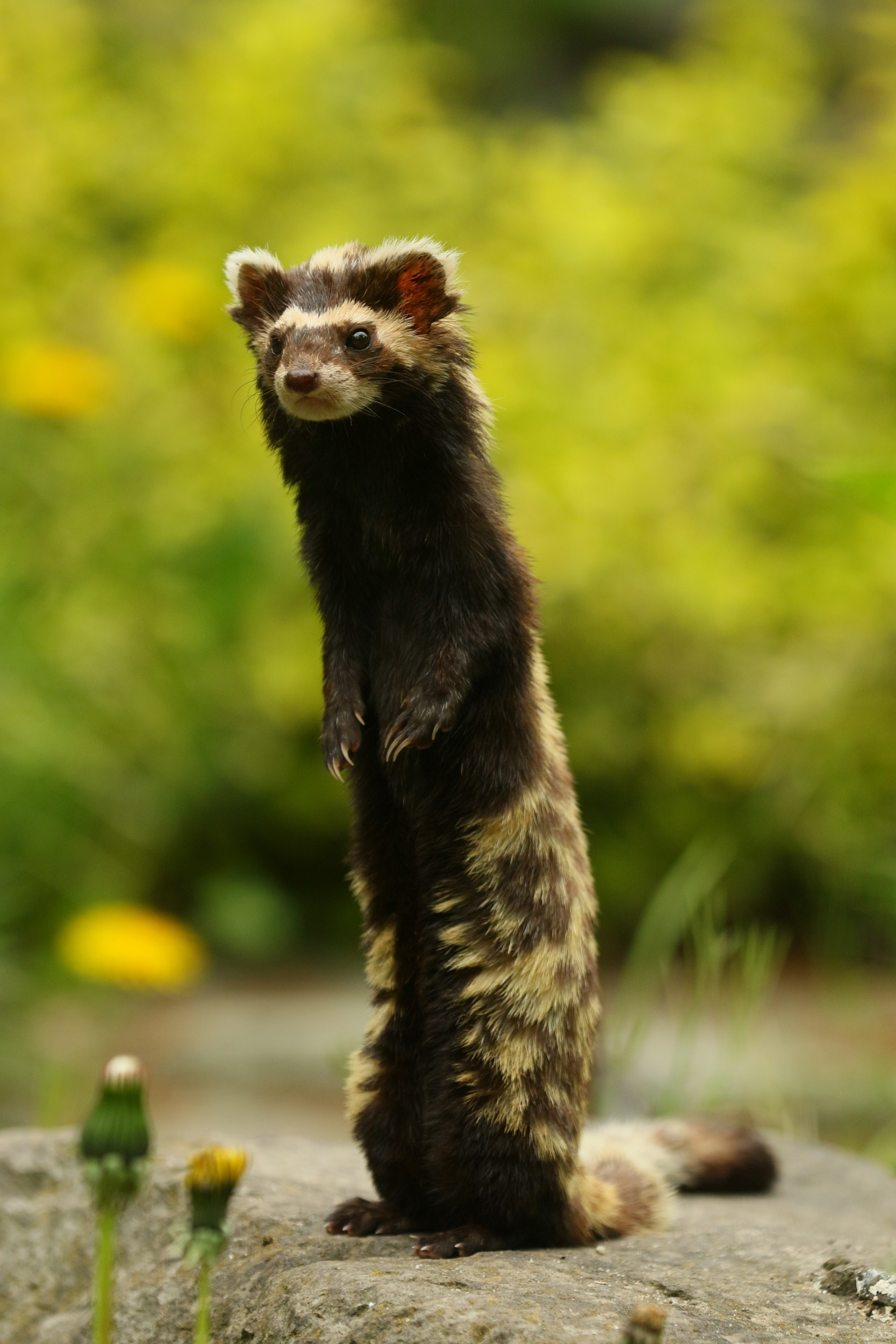
Перевязка, стоящая на задних лапах, зоопарк Магдебурга

Количество подвидов изучено недостаточно.
- Vormela peregusna koshewnikowi
- Восточная перевязка (Vormela peregusna negans)
- Семиреченская (казахстанская) перевязка (Vormela peregusna pallidior)[5]
- Южнорусская (западная) перевязка (Vormela peregusna peregusna)[5]
- Сирийская (ближневосточная) перевязка (Vormela peregusna syriaca)
- Закаспийская перевязка (Vormela peregusna alpherakyi)
- Таджикская перевязка (Vormela peregusna obscura)

## Образ жизни
Образ жизни перевязок схож с таковым у степного хорька. Они активны главным образом в сумерках или ночью, изредка идут на охоту и в дневное время. Как правило, день проводят в своих норах, либо выкопанных самостоятельно, либо перенятых у других животных (также перевязки могут изредка проживать в человеческих постройках). Вне брачного периода перевязки живут поодиночке. Их ареалы могут пересекаться, но поединков между этими животными почти не бывает, так как они стараются избегать друг друга. В случае опасности перевязка поднимает шерсть дыбом, выгибает спину и закидывает свой пушистый хвост на спину, предупредительная окраска которого должна, как и у скунсов, отпугнуть врага. Если это не помогает, перевязка из своей анальной железы может распылить в воздух крайне неприятно пахнущий секрет.
Движения у перевязки быстрее, нежели у хорьков.
Защищаясь, перевязка начинает рычать (в отличие от хорьков, которые в этой же ситуации шипят, стрекочут или резко верещат).

## Питание
Перевязки охотятся как на земле, где они иногда становятся на задние лапки, чтобы иметь лучший обзор местности, так и на деревьях, на которые умеют залезать. Чаще всего, однако, они охотятся в подземных ходах разных грызунов, в которых иногда даже поселяются. К их пище относятся главным образом песчанки, полёвки, суслики, хомяки, а также птицы, различные мелкие позвоночные и насекомые.

## Размножение
Длительность беременности у перевязок составляет до одиннадцати месяцев, что связано с тем фактом, что оплодотворённая яйцеклетка сперва «отдыхает» и не сразу начинает развиваться. За один раз самка рожает от одного до восьми (в среднем четыре-пять) детёнышей. Они очень маленькие и слепые, но быстро растут и уже спустя месяц отвыкают от молока и прозревают. Самки обретают половую зрелость уже в возрасте трёх месяцев, у самцов она появляется в возрасте одного года. Течка происходит предположительно зимой. О продолжительности жизни перевязок мало что известно, однако в неволе они живут почти по девять лет.

## Перевязки и человек
В XX веке популяция перевязок стремительно сократилась. Причиной этому была не столько охота за их мехом, который по сравнению с мехом других куньих ценится не очень высоко, сколько превращение их сферы обитания в сельскохозяйственные угодья. Вдобавок, широкомасштабное истребление грызунов, служащих им добычей, зачастую лишает их пропитания. Балканский подвид перевязок Vormela peregusna peregusna считается стоящим под угрозой исчезновения, хотя в целом вид перевязок пока ещё не стоит под острой угрозой.

## Интересные факты
- На Кубани фразеологизм «согнуться как перегузня/пергузня» употребляется по отношении к человеку, согнувшемуся в три погибели, и таким образом вызывая насмешку у окружающих[6].
- 9 августа 2024 года Банк России выпустил в обращение памятные серебряные монеты «Перевязка» номиналом 2 рубля и в серии «Красная книга», тираж составил 5 тысяч экземпляров[7].

## Галерея

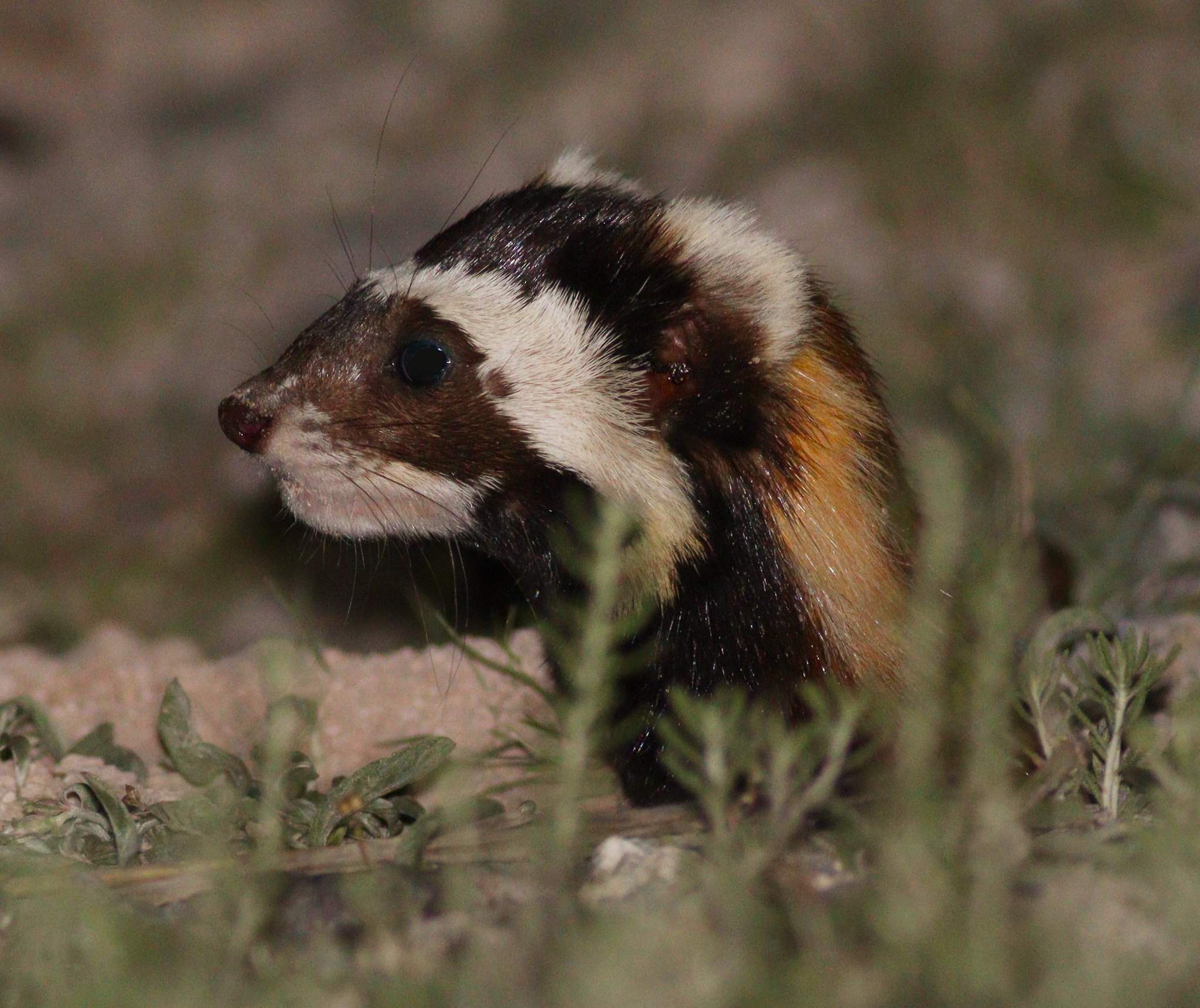
Перевязка в национальном парке Султансазлыгы (тур. Sultansazlığı), ил Кайсери, Турция
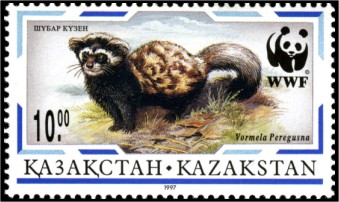
Перевязка на почтовой марке Казахстана
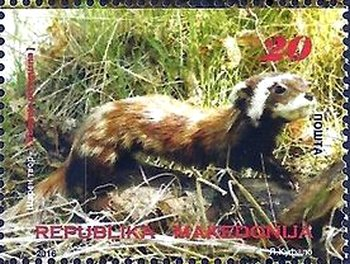
Перевязка на почтовой марке Северной Македонии
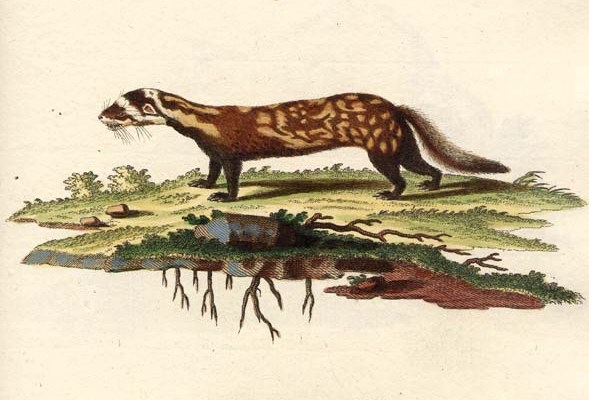
Иллюстрация Иоганна Христиана Шребера
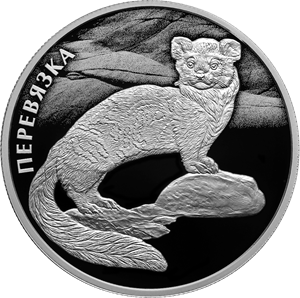
Монета Банка России, 2024 год